# 小行星24749
小行星24749（24749 Grebel）是一颗绕太阳运转的小行星，为主小行星带小行星。该小行星于1992年9月发现。

## 轨道参数
小行星24749的轨道半长轴为477 616 027 km（3.1926205 UA），离心率为0.166。